# 白斑宮夜蛾
白斑宮夜蛾（学名：Ecpatia longinquuva）为夜蛾科宮夜蛾屬下的一个种。